# Amtsapotheke Camberg

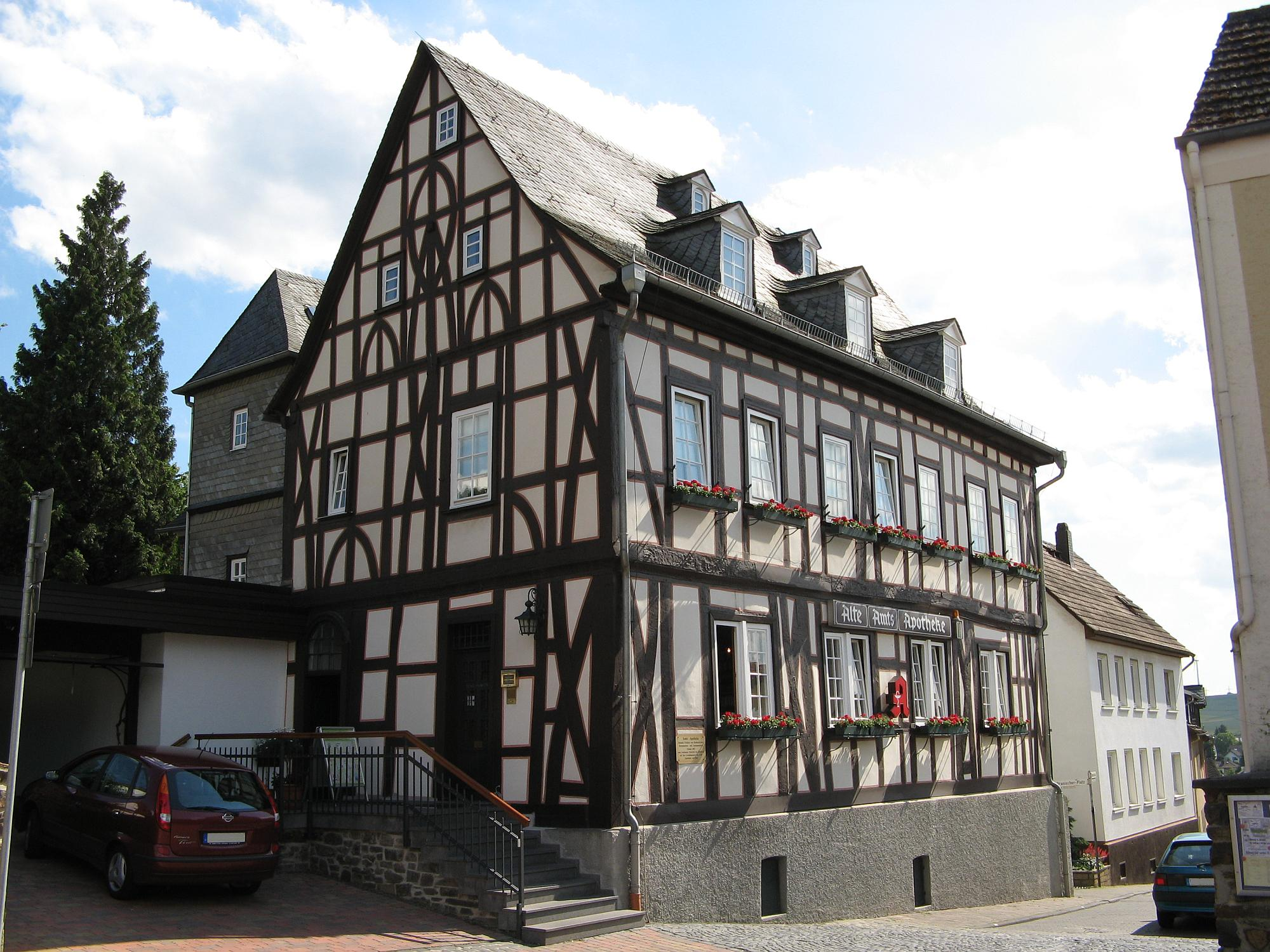
Alte Amtsapotheke Camberg

Die Alte Amtsapotheke in Bad Camberg ist ein Fachwerkbau, deren Grundmauern aus dem Jahr 1330 stammen und die 1492 als Burgmannenhaus derer von Hattstein neu errichtet wurde. Seit 1663 beherbergt das Haus eine Apotheke. Das Haus steht als Teil der Gesamtanlage Bad Camberg unter Denkmalschutz.

## Geschichte der Apotheke
1663 wird Peter Buchleidner und 1680 Nikolaus Buchleidner als Apotheker in diesem Haus genannt. Seit 1799 war der damalige Ehrenbreitsteiner Garnisonsapotheker Wilhelm Halberstadt Apotheker. Mit dem Reichsdeputationshauptschluss kam das Amt Camberg 1803 an Nassau-Weilburg. Fürst  Friedrich Wilhelm erteilte Wilhelm Halberstadt ein vererbliches Privilegium exclusivum für den Betrieb der Apotheke.
Gemäß § 4 Abs. 7 des Medizinalediktes von 1818 sollte je Amt eine Apotheke am Amtsort eröffnet werden und alle anderen Apotheken geschlossen werden. Da 1816 das Amt Camberg aufgelöst worden war, sollte auch die Apotheke in Camberg geschlossen werden und die Amtsapotheke Idstein die Aufgabe übernehmen. Dem stand jedoch entgegen, dass der Camberger Apotheker Wilhelm Halberstadt 1803 sowohl von Kurtrier als auch von Nassau-Oranien ein Privilegium exclusivum als vererbliches Realprivileg für den Betrieb der Apotheke erhalten hatte.  Die herzogliche Regierung bot Halberstadt daher an, die Amtsapotheke im Amt Nastätten oder im Amt Schwalbach zu betreiben, wenn er der Schließung der Camberger Apotheke zustimmen würde. Beide Apotheken wurden bisher von dem Apotheker Seris Bertrand betrieben, der für die Niedergrafschaft Katzenelnbogen ein Apothekenmonopol hatte und aufgrund des Medizinalediktes eine davon abgeben musste. Wilhelm Halberstadt lehnte dieses Angebot jedoch ab. Nach seinem Tod am 8. Mai 1818 wurden die Verhandlungen fortgesetzt und mit einem Kompromiss beendet: Die Witwe erhielt durch höchste Resolution vom 19. Juni 1818 das Recht für sich und ihre Kinder bis zur Pensionierung der Kinder die Apotheke zu betreiben. Es handelte sich nun um ein persönliches Recht. Neuer Apotheker wurde Carl August Halberstadt, der Sohn des Verstorbenen. Die Landesregierung sprach davon, dass die Amtsapotheke in Idstein (siehe Lindenapotheke Idstein) liegt (Apotheker war Georg Martin Herbst) und die Wilhelm Halberstadt Witwe Apotheke in Camberg von einem durch die Regierung bestätigten Provisor verwaltet würde.
1862 starb Carl August Halberstadt und die Apotheke fiel wieder an dessen Mutter. Apotheker war ab 1873 dessen Sohn Wilhelm Halberstadt. Dieser beantragte bei der preußischen Regierung in Wiesbaden am 2. Juni 1873 die Anerkennung des erblichen Privilegs seines Großvaters. Dies lehnte die Regierung ab, erteilte jedoch am 18. September 1873 eine persönliche Lizenz.
1879 erwarb Apotheker Lawaczeck die Apotheke.

## Gebäude und Denkmalschutz

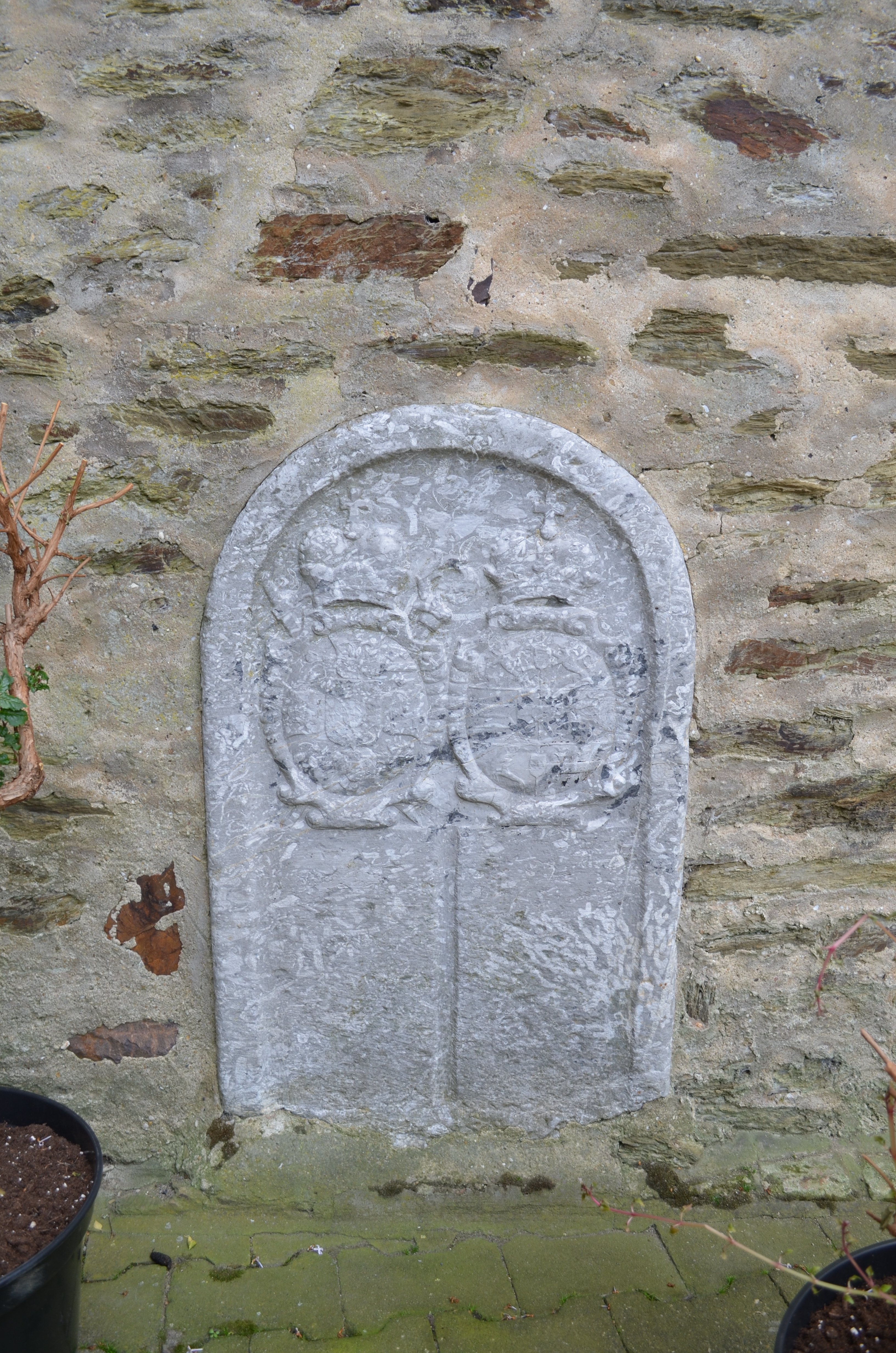
Wappenstein

1492 wurde der straßenseitige Bau im Auftrag von Henrich und Endres von Riedesel auf den Grundmauern eines Hauses aus dem 14. Jahrhundert erbaut. Im Jahr 1659 ließ Achatius von Hohenfeld als neuer Besitzer den Gartenflügel errichten. Nach dem Aussterben der Herren von Hohenfeld erhielt Generalmajor August Freiherr von Kruse, Führer der nassauischen Truppen gegen Napoleon (Waterloo), 1822 das „Riedeselsche Anwesen“ als Geschenk vom Herzog von Nassau. Später verkaufte er die Alte Amts-Apotheke an die Familie Halberstadt, die wie erwähnt schon seit 1799 die Apotheke führte.
Das Gebäude der Apotheke befindet sich in repräsentativer Ecklage unweit des Amthofes. Es steht als Teil der Gesamtanlage Bad Camberg unter Denkmalschutz. In die Mauer eingelassen ist ein Wappenstein, der die Wappen von Kurtrier und Nassau-Oraniens zeigt. Dieser Wappenstein steht gesondert unter Denkmalschutz.